# ايفانس مالينغا
ايفانس مالينغا (بالإنجليزية: Evance Malenga)‏ (مواليد 12 سبتمبر 1967) هو ملاكم مالاوي، مثّل بلاده في الألعاب الأولمبية الصيفية 1988.

## روابط خارجية
ايفانس مالينغا على موقع أوليمبيديا (الإنجليزية)